# Прайс, Ронни
Рональд Дуэйн «Ронни» Прайс (англ. Ronald D'Wayne "Ronnie" Price; родился 21 июня 1983 года во Френдсвуде, Техас, США) — американский профессиональный баскетболист, выступавший в Национальной баскетбольной ассоциации с 2005 по 2017 год. В настоящее время работает скаутом «Финикс Санз». Вырос в городке Френдсвуд, год выступал за студенческую команду университета Николлс Стэйт и три года за команду университета Юта Уэлли. На драфте НБА 2005 года не был выбран ни одной командой, но позже подписал контракт с «Сакраменто Кингз», в составе которой выступал два сезона. Затем играл за «Юта Джаз», «Лос-Анджелес Лейкерс», «Портленд Трэйл Блэйзерс», «Орландо Мэджик» и «Финикс Санз».

## Профессиональная карьера

### Сакраменто Кингз (2005—2007)
После того, как Прайс не был выбран на драфте НБА 2005 года, он тренировался в лагерях «Юты Джаз» и «Детройт Пистонс». 3 августа 2005 года Прайс подписал двухлетний гарантированный контракт с «Сакраменто Кингз». Таким образом Прайс стал первым выпускником университета Юта Уэлли, попавшего прямо из учебного заведения в НБА. В своём дебютном сезоне он выходил на площадку эпизодически. Сыграв за сезон всего в 29 играх, он в среднем проводил на площадке 5,2 минуты, набирая по 2,1 очка за игру. 22 декабря, в матче против «Даллас Маверикс», Прайс всего раз за сезон смог набрать более 10 очков за игру — 11 очков.
В сезоне 2006/07 Прайс стал чаще выходить на площадку, сыграв в 58 играх сезона, в среднем за игру набирая 3,3 очка и делая 1,2 подбора. 22 ноября он установил свой рекорд результативности, набрав 16 очков в игре против Юты Джаз. В этой же игре он сделал слэм-данк через Карлоса Бузера, который впоследствии сайт NBA.com назвал одним из самых запоминающихся моментов этого сезона.

### Юта Джаз (2007—2011)
В июле 2007 года Прайс стал свободным агентом и подписал контракт с «Ютой Джаз». В команде он стал третьим разыгрывающим защитником после Дерона Уильямса и Джейсона Харта, однако вскоре стал основным запасным Уильямса. В сезоне 2007/08 он сыграл 68 игр, в среднем за игру набирая 3,7 очка.

### Финикс Санз (2011—2012)
13 декабря 2011 года Прайс подписал годовое соглашение с «Финикс Санз», заменив Забиана Додвелла. Выйдя на площадку в стартовом составе в 8 из 36 игр, он в среднем набирал 3,6 очка за игру и делал 1,9 передачи, 1,6 подбора и 0,9 перехвата. Трижды Прайс набирал более 10 очков за игру, включая рекордные для себя 18 очков в игре против «Нью-Джерси Нетс».

### Портленд Трэйл Блэйзерс (2012—2013)
18 июля 2012 года Прайс подписал контракт с «Портленд Трэйл Блэйзерс». В сезоне 2012/13 он сыграл 39 игр, в среднем за игру набирая по 2,7 очка. 21 февраля 2013 года он был отчислен из клуба для освобождения места в составе для Эрика Мэйнора.

### Орландо Мэджик (2013—2014)
25 июля 2013 года Прайс подписал контракт с «Орландо Мэджик». 2 июля 2014 года «Орландо» расторгнул его контракт.

### Лос-Анджелес Лейкерс (2014—2015)
24 сентября Прайс подписал контракт с «Лос-Анджелес Лейкерс». 7 декабря он получил место в стартовом составе, заменив Джереми Лина. 24 февраля 2015 года Ронни перенёс операцию на правом локте и выбыл до конца сезона 2014/15 годов.
Время пребывания Прайса в «Лейкерс» стало лучшими в его карьере — он установил личные рекорды по среднему количеству очков за игру, по подборам и передачам.

### Финикс Санз (2015—2017)
17 июля 2015 года Прайс подписал однолетний контракт с «Финикс Санз», таким образом во второй раз вернувшись в этот клуб.
14 августа 2016 года Прайс подписал двухлетний контракт с «Оклахома-Сити Тандер». Однако 24 октября 2016 года он был отзаявлен «Тандер» после участия в пяти предсезонных играх.
27 января 2017 года Прайс вернулся в «Санз», подписав 10-дневный контракт. 6 февраля 2017 года он подписал второй 10-дневный контракт с «Санз». Через четыре дня Прайс дебютировал в сезоне, сыграв две минуты в матче против «Чикаго Буллз».
24 февраля 2017 года Прайс подписал контракт с «Санз» до конца сезона.

## Статистика в НБА
| Сезон                                                                                    | Команда    | Регулярный сезон | Регулярный сезон | Регулярный сезон | Регулярный сезон | Регулярный сезон | Регулярный сезон | Регулярный сезон | Регулярный сезон | Регулярный сезон | Регулярный сезон | Регулярный сезон | Серия плей-офф | Серия плей-офф | Серия плей-офф | Серия плей-офф | Серия плей-офф | Серия плей-офф | Серия плей-офф | Серия плей-офф | Серия плей-офф | Серия плей-офф | Серия плей-офф |
| Сезон                                                                                    | Команда    | GP               | GS               | MPG              | FG%              | 3P%              | FT%              | RPG              | APG              | SPG              | BPG              | PPG              | GP             | GS             | MPG            | FG%            | 3P%            | FT%            | RPG            | APG            | SPG            | BPG            | PPG            |
| ---------------------------------------------------------------------------------------- | ---------- | ---------------- | ---------------- | ---------------- | ---------------- | ---------------- | ---------------- | ---------------- | ---------------- | ---------------- | ---------------- | ---------------- | -------------- | -------------- | -------------- | -------------- | -------------- | -------------- | -------------- | -------------- | -------------- | -------------- | -------------- |
| 2005–06                                                                                  | Сакраменто | 29               | 0                | 5.2              | .362             | .222             | 1.000            | .5               | .4               | .2               | .0               | 2.1              | 4              | 0              | 2.3            | .000           | .000           | .000           | .0             | .3             | .0             | .0             | .0             |
| 2006–07                                                                                  | Сакраменто | 58               | 1                | 9.7              | .390             | .323             | .673             | 1.2              | .8               | .5               | .1               | 3.3              | Не участвовал  | Не участвовал  | Не участвовал  | Не участвовал  | Не участвовал  | Не участвовал  | Не участвовал  | Не участвовал  | Не участвовал  | Не участвовал  | Не участвовал  |
| 2007–08                                                                                  | Юта        | 61               | 3                | 9.6              | .431             | .347             | .684             | .8               | 1.3              | .5               | .0               | 3.7              | 12             | 0              | 5.7            | .323           | .214           | .769           | .3             | .9             | .5             | .2             | 2.8            |
| 2008–09                                                                                  | Юта        | 52               | 17               | 14.2             | .379             | .311             | .756             | 1.3              | 2.1              | .8               | .1               | 4.0              | 2              | 0              | 8.0            | .300           | .000           | 1.000          | 1.5            | 2.5            | .5             | .0             | 4.0            |
| 2009–10                                                                                  | Юта        | 60               | 4                | 13.4             | .405             | .286             | .695             | 1.2              | 2.1              | .7               | .2               | 4.3              | 10             | 0              | 9.0            | .292           | .286           | .500           | 1.0            | 1.4            | .4             | .1             | 2.0            |
| 2010–11                                                                                  | Юта        | 59               | 0                | 12.2             | .352             | .290             | .744             | 1.0              | .9               | .7               | .1               | 3.3              | Не участвовал  | Не участвовал  | Не участвовал  | Не участвовал  | Не участвовал  | Не участвовал  | Не участвовал  | Не участвовал  | Не участвовал  | Не участвовал  | Не участвовал  |
| 2011–12                                                                                  | Финикс     | 36               | 8                | 14.4             | .377             | .295             | .800             | 1.6              | 1.9              | .9               | .1               | 3.6              | Не участвовал  | Не участвовал  | Не участвовал  | Не участвовал  | Не участвовал  | Не участвовал  | Не участвовал  | Не участвовал  | Не участвовал  | Не участвовал  | Не участвовал  |
| 2012–13                                                                                  | Портленд   | 39               | 0                | 13.1             | .325             | .256             | .708             | 1.1              | 1.9              | .7               | .1               | 2.7              | Не участвовал  | Не участвовал  | Не участвовал  | Не участвовал  | Не участвовал  | Не участвовал  | Не участвовал  | Не участвовал  | Не участвовал  | Не участвовал  | Не участвовал  |
| 2013–14                                                                                  | Орландо    | 31               | 2                | 12.2             | .304             | .209             | .692             | 1.4              | 2.1              | .8               | .1               | 2.4              | Не участвовал  | Не участвовал  | Не участвовал  | Не участвовал  | Не участвовал  | Не участвовал  | Не участвовал  | Не участвовал  | Не участвовал  | Не участвовал  | Не участвовал  |
| 2014–15                                                                                  | Лейкерс    | 43               | 20               | 22.8             | .345             | .284             | .800             | 1.6              | 3.8              | 1.6              | .1               | 5.1              | Не участвовал  | Не участвовал  | Не участвовал  | Не участвовал  | Не участвовал  | Не участвовал  | Не участвовал  | Не участвовал  | Не участвовал  | Не участвовал  | Не участвовал  |
|                                                                                          | Всего      | 468              | 55               | 12.7             | .374             | .291             | .735             | 1.2              | 1.7              | .7               | .1               | 3.6              | 28             | 0              | 6.5            | .294           | .208           | .696           | .6             | 1.1            | .4             | .1             | 2.2            |
| Наведите курсор мыши на аббревиатуры в заголовке таблицы, чтобы прочесть их расшифровку. |            |                  |                  |                  |                  |                  |                  |                  |                  |                  |                  |                  |                |                |                |                |                |                |                |                |                |                |                |